# أحمد قدور دوغان
أحمد قدّور دوغان (1946 - 3 سبتمبر 2009) شاعر وكاتب وناقد أدبي سوري. ولد في قرية فافين من محافظة حلب السورية. درس في حلب وتخرّج فيها بشهادة معهد إعداد المدرّسين. ثم عمل مدرّسًا في المرحلتين الإعدادية والثانوية في سوريا ثمّ في الجزائر. عمل أيضًا أمينًا للمكتبة في إحدى الثانويات. له دواوين شعرية عديدة ومؤلفات في القصة والدراسات النقدية ومعاجم الأعلام.

## سيرته
ولد أحمد قدور دوغان سنة 1366 هـ/ 1946 م بقرية فافين بمحافظة حلب السورية. تلقى تعليمه الابتدائي في حلب وحفظ القرآن وهو في السابعة من عمره. تخرج في معهد إعداد المدرسين بحلب سنة 1970. عمل مدرّسًا في المدارس الإعدادية والثانوية حتى 1972 حيث التحق بالخدمة العسكرية، وحضر حرب أكتوبر. 

وفي عام 1977 سافر إلى الجزائر مدرسًا للغة العربية حتى 1984. وفي 1986 ندب أمينًا للمكتب في ثانوية شبيبة الثورة.

توفي أحمد دوغان في 3 سبتمبر 2009/ 14 رمضان 1430 في حلب.

## جوائزه
حصل على عدد من الجوائز في الشعر من نقابة المعلمين بسوريا في أعوان 1988 و1989 و1990 وفي القصة 1989، وفي المسرحية 1991. كرّم دوغان في الثامن من شهر يوليو 2007 من قبل فرع اتحاد الكتاب العرب في حلب، تقديراً لجهوده المميزة في إثراء الحركة الفكرية والأديبة في حلب.

## آثاره
من دواوينه الشعريّة:
- ساهر يرعى النجوم، 1972
- الخروج من كهف الرماد، 1974
- سيمفوني تشرين، 1975
- الولادة الجديدة والصحو، 1979
- الوشم وسرّ الذاكرة، 1985
- الريح أنا، 1986
- المرايا في مواجهة الذاكرة، 1991
- مهرجان الربيع، 1999
- الشمس تصافح وجهي، 2000.

من مؤلفاته :
- الحركة الشعرية في حلب
- مقالات عن أدبنا المعاصر
- الصوت النسائي في الأدب الجزائري
- شخصيات من الأدب الجزائري المعاصر، 1989

## وصلات خارجية
- في موقع أرشيف المجلات